# Exoprimal
Exoprimal (エグゾプライマル?) è un videogioco sparatutto del 2023 sviluppato e pubblicato da Capcom per PlayStation 4, PlayStation 5, Xbox One, Xbox Series X e Series S e Microsoft Windows.

## Sviluppo
Exoprimal è stato annunciato a marzo 2022 nel corso dell'evento State of Play. Nonostante il coinvolgimento nel progetto di Hiroyuki Kobayashi, il gioco non è collegato alla serie Dino Crisis.
Ryu e Guile di Street Fighter 6 sono stati resi disponibili nell'ottobre 2023 come DLC. Nel 2024 sono previsti contenuti relativi a Monster Hunter.
Il doppiaggio è del tipo parziale, dove solo la guida artificiale che accompagna ed istruisce il giocatore viene doppiata (perlomeno nella versione italiana del gioco), mentre gli altri personaggi rimangono nella lingua nativa, il tutto accompagnato dalla traduzione integrale dei dialoghi fruibile tramite sottotitoli.